# 33825 Reganwill
33825 Reganwill este o planetă minoră (asteroid) din centura de asteroizi. A fost descoperită pe 28 februarie 2000 la Experimental Test Site⁠(d) de Lincoln Near-Earth Asteroid Research. 
Obiectul prezintă o orbită caracterizată de o semiaxă mare de 2,2943836 UAi, o excentricitate de 0,18, o înclinație de 5,93705 ° în raport cu ecliptica.